# Forventningsværdi
Inden for statistik er forventningsværdien for en stokastisk variabel gennemsnittet af de mulige værdier vægtet mht. sandsynligheden for at variablen antager den værdi. Hvis man gentager et stokastisk eksperiment et stort antal gange, forventer man at gennemsnittet af resultaterne bliver lig forventningsværdien, hvilket man kan bruge til empirisk at estimere forventningsværdier.

## Udregning af forventningsværdi
Hvis der er tale om en diskret variabel, hvor sandsynligheden for udfaldet {\displaystyle x_{i}} er {\displaystyle p_{i}}, er forventningsværdien givet ved:
{\displaystyle \ {\mbox{E}}(X)=\sum _{i=1}^{n}p_{i}\cdot x_{i}}
Eksempelvis kan man regne forventningsværdien for en ærlig (lander på hver af siderne med lige stor sandsynlighed) sekssidet terning. Her er alle sandsynlighederne {\displaystyle \ p_{i}} lig 1/6 og udfaldene {\displaystyle \ x_{i}} er tallene 1 til 6.
{\displaystyle {\begin{aligned}\operatorname {E} (X)&=1\cdot {\frac {1}{6}}+2\cdot {\frac {1}{6}}+3\cdot {\frac {1}{6}}+4\cdot {\frac {1}{6}}+5\cdot {\frac {1}{6}}+6\cdot {\frac {1}{6}}\\[6pt]&={\frac {1+2+3+4+5+6}{6}}=3,5.\end{aligned}}}
En kontinuert stokastisk variabel {\displaystyle X} med sandsynlighedstæthedsfunktionen {\displaystyle f} siges at have en middelværdi, hvis integralet
{\displaystyle \ {\mbox{E}}(X)=\int _{-\infty }^{\infty }|x|f(x)\ dx}
er endeligt. I bekræftende fald defineres middelværdien som værdien af integralet
{\displaystyle \ {\mbox{E}}(X)=\int _{-\infty }^{\infty }xf(x)\ dx.}

## Regneregler for forventningsværdier
Følgende regneregler gælder for forventningsværdier (hvor {\displaystyle X} er en stokastisk variabel mens {\displaystyle a} og {\displaystyle b} er konstanter):
{\displaystyle \ {\mbox{E}}(a\cdot X+b)=a\cdot {\mbox{E}}(X)+b}

Hvis man har to stokastiske variable {\displaystyle X} og {\displaystyle Y}, gælder:
{\displaystyle \ {\mbox{E}}(X+Y)={\mbox{E}}(X)+{\mbox{E}}(Y)}

Hvis {\displaystyle X} og {\displaystyle Y} er stokastisk uafhængige, gælder desuden:
{\displaystyle \ {\mbox{E}}(X\cdot Y)={\mbox{E}}(X)\cdot {\mbox{E}}(Y)}